# Cézy
Cézy là một xã của Pháp,tọa lạc ở tỉnh Yonne trong vùng Bourgogne-Franche-Comté của Pháp. Diện tích của Cézy là 16,02 km2, dân số năm 1999 là 1038 người.

## Thông tin nhân khẩu
| Năm | 1962 | 1968 | 1975 | 1982 | 1990 | 1999 |
| --- | ---- | ---- | ---- | ---- | ---- | ---- |
| Dân số | 793  | 807  | 933  | 962  | 1085 | 1038 |
| From the year 1962 on: No double counting—residents of multiple communes (e.g. students and military personnel) are counted only once. |      |      |      |      |      |      |